# Denisonia maculata
Denisonia maculata là một loài rắn trong họ Rắn hổ. Loài này được Steindachner mô tả khoa học đầu tiên năm 1867.